# Melinovac
Melinovac falu Horvátországban, Lika-Zengg megyében. Közigazgatásilag Donji Lapachoz tartozik.

## Fekvése
Korenicától légvonalban 15 km-re, közúton 63 km-re keletre, községközpontjától légvonalban 21 km-re, közúton 25 km-re északra, Lika keleti részén, a Lapaci mezőtől északra, közvetlenül a bosnyák határ mellett fekszik.

## Története
1857-ben 189, 1910-ben 446 lakosa volt. Lika-Korbava vármegye Donji Lapaci járásához tartozott. A trianoni békeszerződést követően előbb a Szerb-Horvát-Szlovén Királyság, majd Jugoszlávia része lett. 1991-ben lakosságának 98 százaléka szerb nemzetiségű volt. A falunak 2011-ben 39 lakosa volt.

## Lakosság
| Lakosság változása | Lakosság változása | Lakosság változása | Lakosság változása | Lakosság változása | Lakosság változása | Lakosság változása | Lakosság változása | Lakosság változása | Lakosság változása | Lakosság változása | Lakosság változása | Lakosság változása | Lakosság változása | Lakosság változása | Lakosság változása |
| ------------------ | ------------------ | ------------------ | ------------------ | ------------------ | ------------------ | ------------------ | ------------------ | ------------------ | ------------------ | ------------------ | ------------------ | ------------------ | ------------------ | ------------------ | ------------------ |
| 1857               | 1869               | 1880               | 1890               | 1900               | 1910               | 1921               | 1931               | 1948               | 1953               | 1961               | 1971               | 1981               | 1991               | 2001               | 2011               |
| 170                | 260                | 313                | 337                | 326                | 337                | 331                | 324                | 191                | 229                | 162                | 121                | 66                 | 43                 | 4                  | 9                  |